# 陈新华 (乒乓球运动员)
陈新华（1960年1月30日—），中国/英国男子乒乓球运动员。他曾代表中国获得1985年世界乒乓球锦标赛和1987年世界乒乓球锦标赛男子团体金牌。后来他归化至英国，代表英格兰参加国际比赛。
2005年的报道提及，陈新华在广东省深圳市开办“陈新华俱乐部”，开展乒乓球训练。